# 朝日銀鮈
朝日銀鮈（学名：Squalidus japonicus coreanus）为輻鰭魚綱鯉形目鲤科銀鮈屬的鱼类。分布于亞洲韓國，為特有種，本魚背鰭硬棘3枚；背鰭軟條7枚；臀鰭硬棘3枚；臀鰭軟條6枚，體長可達14公分。

## 扩展阅读
維基物種上的相關：朝日銀鮈